# 国際連合安全保障理事会決議210
国際連合安全保障理事会決議210（こくさいれんごうあんぜんほしょうりじかいけつぎ210、英: United Nations Security Council Resolution 210）は、1965年9月6日に国際連合安全保障理事会で採択された決議である。第二次印パ戦争に関係する。
安保理は、カシミール情勢の進行に関するウ・タント国際連合事務総長の報告を受けて、インドとパキスタンに対して、紛争地域における即時停戦と1965年8月5日以前の位置まで全軍を撤退させるように要請した。
また、事務総長に対して、国際連合インド・パキスタン軍事監視団を強化するとともに、過去の安保理決議と安保理決議209を履行するために可能な限りの措置をとるように要請した。
その後、安保理は、この問題を緊急かつ継続的な調査の下に置くことに決めた。